# Argiolestes malaita
Argiolestes malaita är en trollsländeart som beskrevs av Cornelis Kalkman 2008. Argiolestes malaita ingår i släktet Argiolestes och familjen Megapodagrionidae. Inga underarter finns listade i Catalogue of Life.